# Isamu Noguchi
 (avril 2019).
Si vous disposez d'ouvrages ou d'articles de référence ou si vous connaissez des sites web de qualité traitant du thème abordé ici, merci de compléter l'article en donnant les références utiles à sa vérifiabilité et en les liant à la section « Notes et références ».
Isamu Noguchi (野口 勇, Noguchi Isamu, né le 17 novembre 1904 à Los Angeles – mort  le 30 décembre 1988 à New York, États-Unis) est un artiste, sculpteur, architecte et designer américano-japonais. Il meurt des suites d'un arrêt cardiaque à New York en 1988.

## Biographie

### Jeunesse et formation
Son père était le poète japonais Yonejirō Noguchi et sa mère l'écrivaine américaine Léonie Gilmour (en).
Yonejiro passait un séjour à New York quand il a rencontré Léonie. Cependant, ils se sont séparés avant la naissance de Isamu, puis Yonejiro est retourné vivre au Japon.
Isamu est né à Los Angeles, mais il n'a pas été nommé dès sa naissance, car sa mère attendait l'opinion de son père pour lui attribuer un nom. C'est seulement lorsqu'ils sont tous les deux partis rejoindre Yonejiro au Japon en 1907 que son père le nomma Isamu (勇む, dont le kanji 勇 signifie Courage).
Originellement, Léonie avait pris la décision de rester en Californie, mais elle change d’avis et décide de prendre Isamu et de rejoindre Yonejiro au Japon. Le 9 mars en 1907, Léonie et Isamu embarque sur le SS Mongolia  à San Francisco pour arriver le 26 mars à Yokohama.
Isamu rentra au jardin d'enfants Morimura, en décembre 1910, après que lui et sa mère déménagent à Iriai Sanno.
Le 27 janvier 1912, Ailes Gilmour est née. C'est la demi-soeur d'Isamu du côté de sa mère. Son père n'est pas connu.
C'est en février 1916 où Isamu montre son intérêt de retourner aux État-Unis. Il ne retournera aux États-Unis qu'à 13 ans pour poursuivre ses études.
En 1941, l'attaque sur Pearl Harbor a grandement affecté Noguchi. Cet événement l'a poussé à devenir un militant politique pour les japonais américains. Il a cofondé le Nisei Writers and Artists for Democracy, un groupe dont le but était d'encourager le patriotisme américain chez les jeunes japonais américains qui étaient à ce moment persécutés au travers des États-Unis.
Plus tard, au début des années 1950, il tente de s'établir avec une jeune femme japonaise nommée Yoshiko Ōtaka dans la  banlieue de Kamakura au sein d'une maison rustique qu'il avait designé.sein d'une maison rustique qu'il avait designé.[Quoi ?] Cependant, dès la fin des années 50, le couple se sépare, puis Isamu retourne à New York pour travailler avec le métal afin de montrer l'environnement urbain des États-Unis.

### Études
Surnommé Sam Gilmour en Amérique, inscrit à 13 ans sous le nom de sa mère dans une école de l'Indiana, il est diplômé de La Porte High School de La Porte (Indiana) en 1922. Ensuite, il débute des études de médecine à la Columbia University, suivant parallèlement des cours de sculpture avec le sculpteur Gutzon Borglum. En 1924, il commence des études à la Leonardo Da Vinci Art School de New York avec Onorio Ruotolo (1888-1966). Cela l'amène à abandonner ses études de Médecine pour se consacrer à la sculpture. Puis, il délaisse son nom américain pour redevenir Isamu Noguchi.

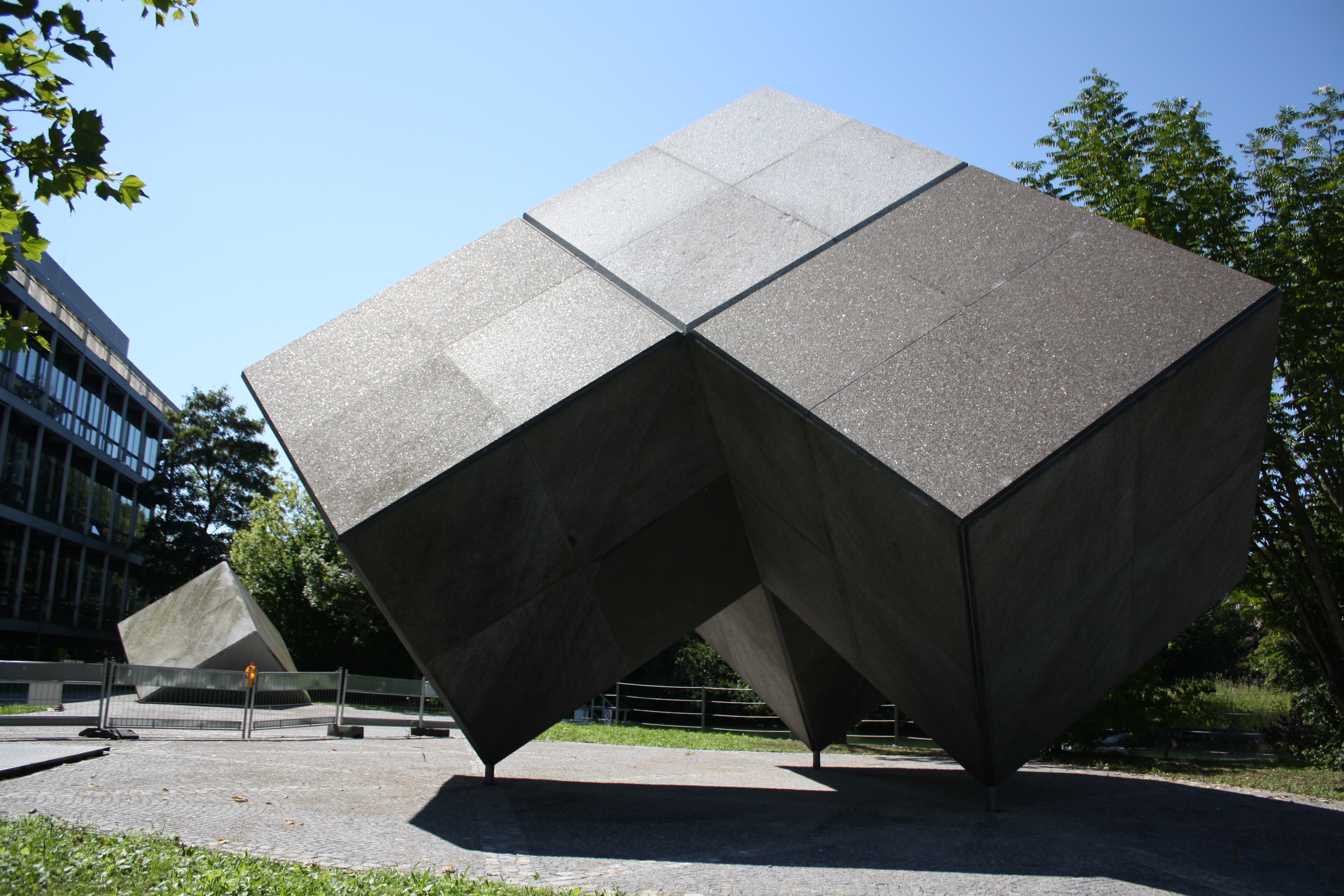
Zwillingsplastik, 1972, Munich.

### Vie professionnelle
Isamu Noguchi a principalement travaillé à New York, Los Angeles, Tokyo, Sapporo et Paris.
Dans les années 1920, il découvre l’avant-garde occidentale à New York. En 1927, il travaille à Paris dans l’atelier de Constantin Brâncuşi pendant six mois. Les sculptures de Brâncuşi s'inspire des matières biologiques et géométriques. Cela a influencé le regard artistique de Noguchi, celui-ci utilisant majoritairement des matières organiques pour faire ses oeuvres, celles-ci apportant un symbolisme. Il est également très influencé par son apprentissage en 1930-1931 de la peinture chinoise traditionnelle, ainsi que par le mouvement Mingei. En effet, il a étudié la peinture à l'encre et au pinceau auprès du peintre chinois Ch'i Pai-shih. À partir de 1935, il réalise des décors de scène.
Entre 1935 et 1940, Isamu se distance des parrainages privés et des programmes financés par le gouvernement et se concentre sur ses projets qui sont soutenus par des syndicats.
En 1936, Isamu a publié un article intitulé « What's the Matter with Sculpture ? ». Dans cet article, selon lui, deux problèmes se posent pour les sculpteurs modernes. Tout d'abord, de nombreux sculpteurs ne fabriquent pas leurs propres œuvres, ce qui les empêche d'explorer différents matériaux et de s'accoutumer à ceux-ci, les empêchant ainsi de trouver de nouvelles idées. Ensuite, Isamu constate qu'un des problèmes réside dans le fait que les œuvres modernes n’adressent pas les véritables enjeux d’aujourd’hui, ce qui les empêche de se connecter avec leurs spectateurs.
Il collabore à une vingtaine d'œuvres majeures de la chorégraphe Martha Graham entre 1944 (Appalachian Spring) et 1988 (Night Chant).
En 1985, il ouvre son musée The Noguchi Museum à Long Island City, à New York. Il y présente une cumulation de ses travaux grâce à des photographies, des modèles et des dessins. De plus, un jardin de sculptures se trouve dans la cour du musée.
Au fil de sa carrière, il a travaillé dans plusieurs domaines, soit en conception de décors de scène, en aménagement paysager, avec des luminaires et avec de la poterie. Toutes ces différentes influences ont aussi influencé la diversité de ses travaux personnels. Par exemple, sa fresque murale à Mexico fait preuve d'illustrations marxistes alors que ses monuments en basalte grossièrement taillé rappellent la méditation zen.
Noguchi se décrit comme un artiste contemporain qui incorpore l'histoire dans ses oeuvres. C'est pourquoi il accorde tant d'importance à ses voyages. Il a entre autres visité les grottes de Lascaux, Stonehenge et l'Égypte pour approfondir ses connaissances sur l'Antiquité. L'art de Noguchi serait un hommage aux cérémonies du passé.

## Principales réalisations

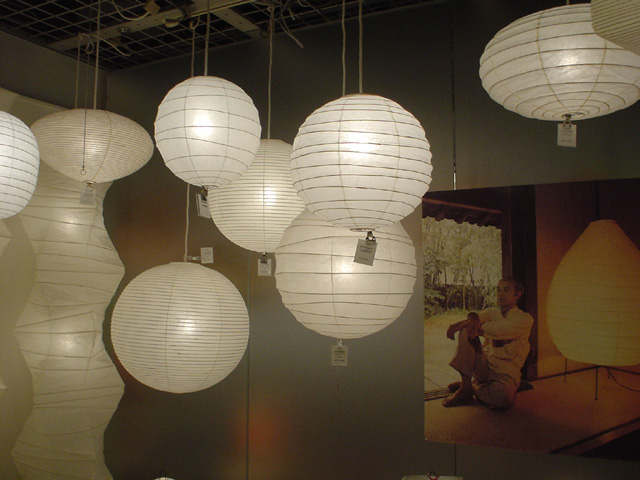
Lampes Akari.

On retrouve dans ses créations de mobilier l'influence de son travail de sculpteur : parmi ses pièces connues figurent les lampes Akari en papier washi, qu’il conçoit après une visite à Gifu, ville où se pratique la pêche au cormoran à l’aide de lanternes. Cela dit, la célèbre lampe est nommée après le même mot japonais qui signifie "lumière illuminée". Le nom réfère a la légèreté et à l'illumination de la lampe, comme quoi très poétique. Comme elle semble flotter, elle se rattache bien à son nom et à ce qu'il signifie.
En 1947, sa célèbre Table-basse est produite pour la première fois par Herman Miller, un fabricant de meubles connu. Celle-ci, tout comme les lampes Akari, est construite avec des matériaux typiquement japonais. Deux de ces tables-basses furent exposées au Musée d'Art Moderne de New-York.
Voici ses principales réalisations:

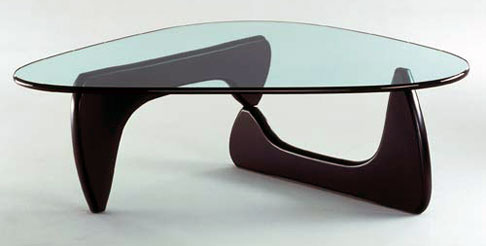
La fameuse Table-basse présentée lors de l'exposition "Art nouveau Revival" au musée d'Orsay.

- Un pont dans le parc du Mémorial de la Paix de Hiroshima.
- Sculpture pour la First National City Bank à Fort Worth, Texas
- Jardins Sunken pour la Beinecke Rare Book and Manuscript Library à Yale University (New Haven, Connecticut)
- Billy Rose Sculpture Garden, Israël Museum, Jérusalem
- Coffee Table Noguchi
- Jardin japonais de l'UNESCO à Paris
- Kodomo no Kuni, jardin d'enfant à Tokyo, Japon
- Dodge Fountain et Philip A. Hart Plaza à Détroit, Michigan
- Le Parc Moerenuma de Sapporo
- Zwillingsplastik, 1972 Munich
- Akari, série de lampes en papier, icônes des années 1950
- Fontaines pour l'Exposition universelle de 1970 à Suita (Osaka)[12].
- Queen of Spades, 1986, Musée d'Art moderne Louisiana, Danemark

## Galerie

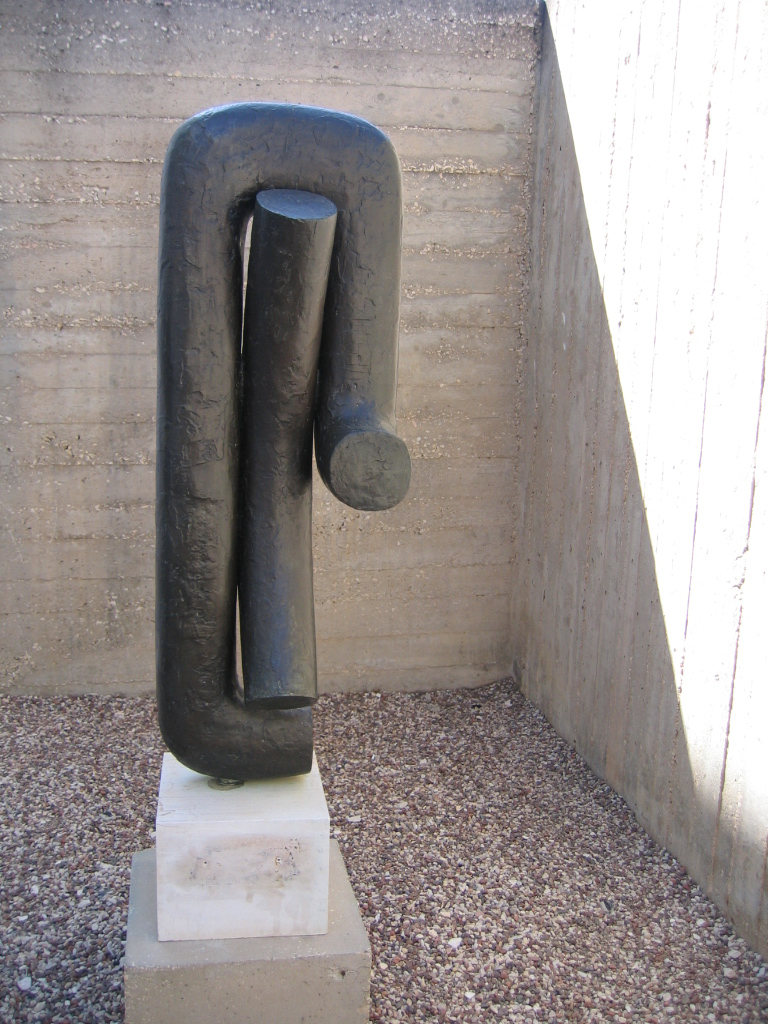
Heimar, 1968, Musée d’Israël, Jérusalem, Israël
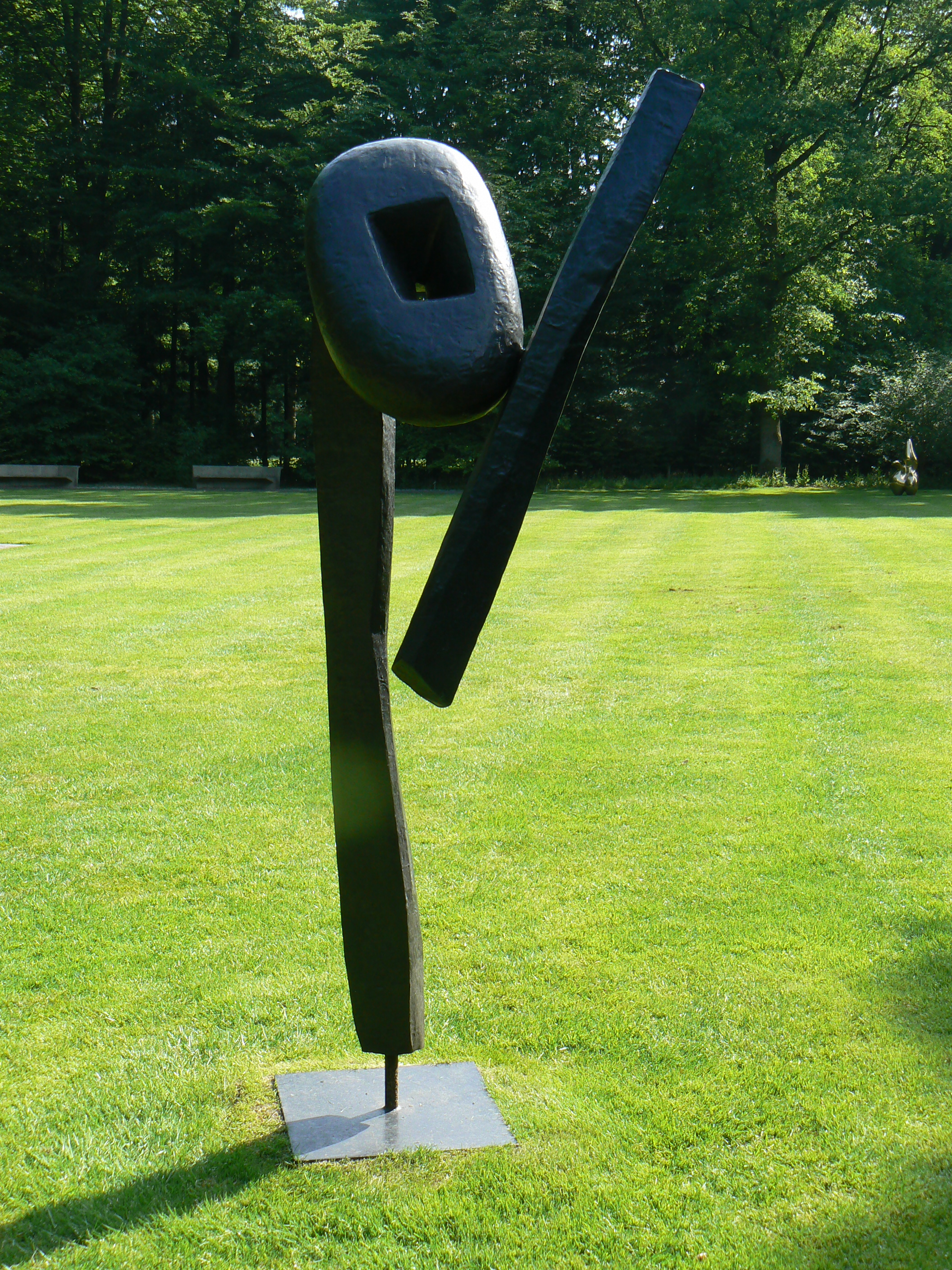
The Cry, 1959, Kröller-Müller Museum, Otterlo, Pays-Bas
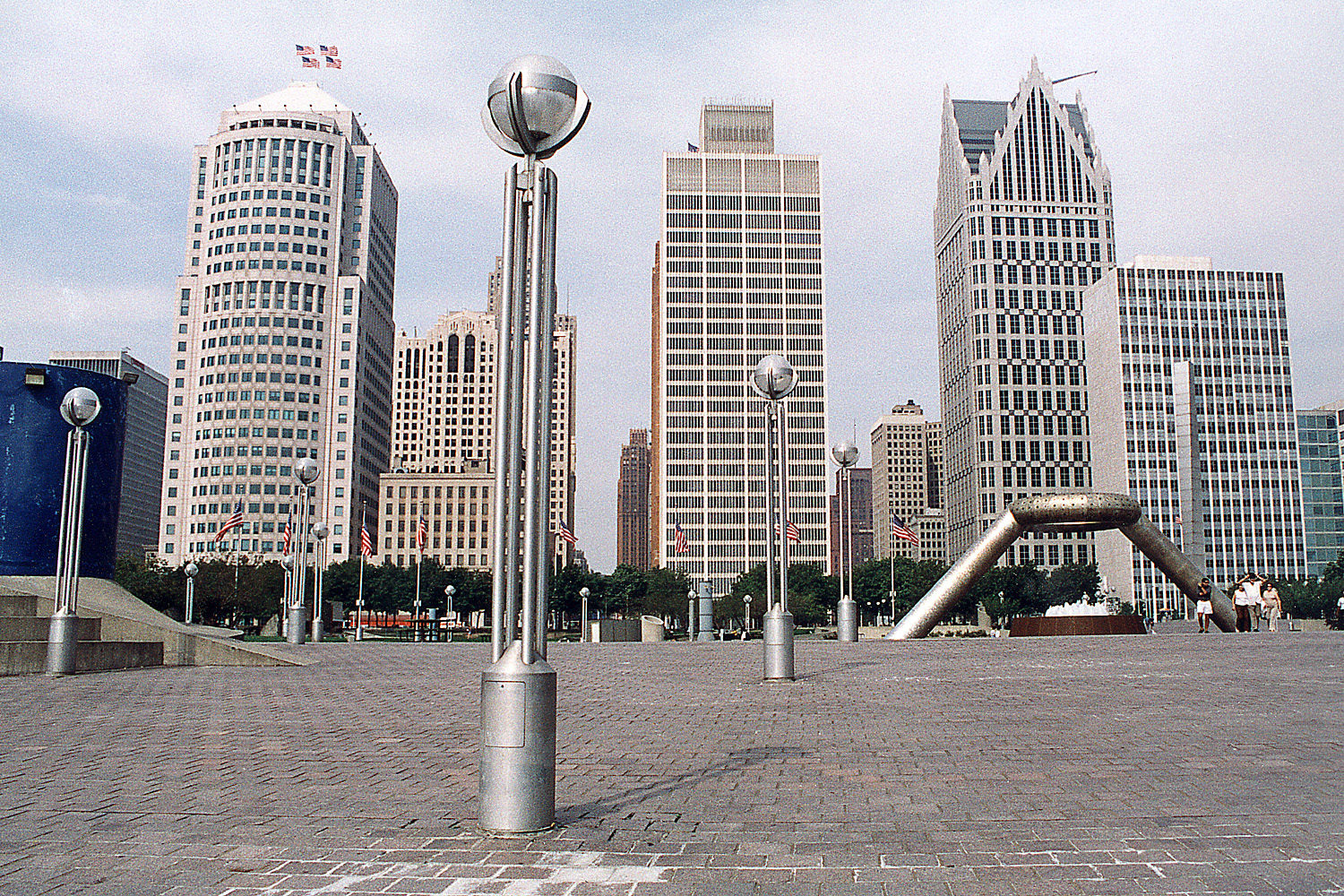
Dodge Fountain, Hart Plaza, Détroit, Michigan
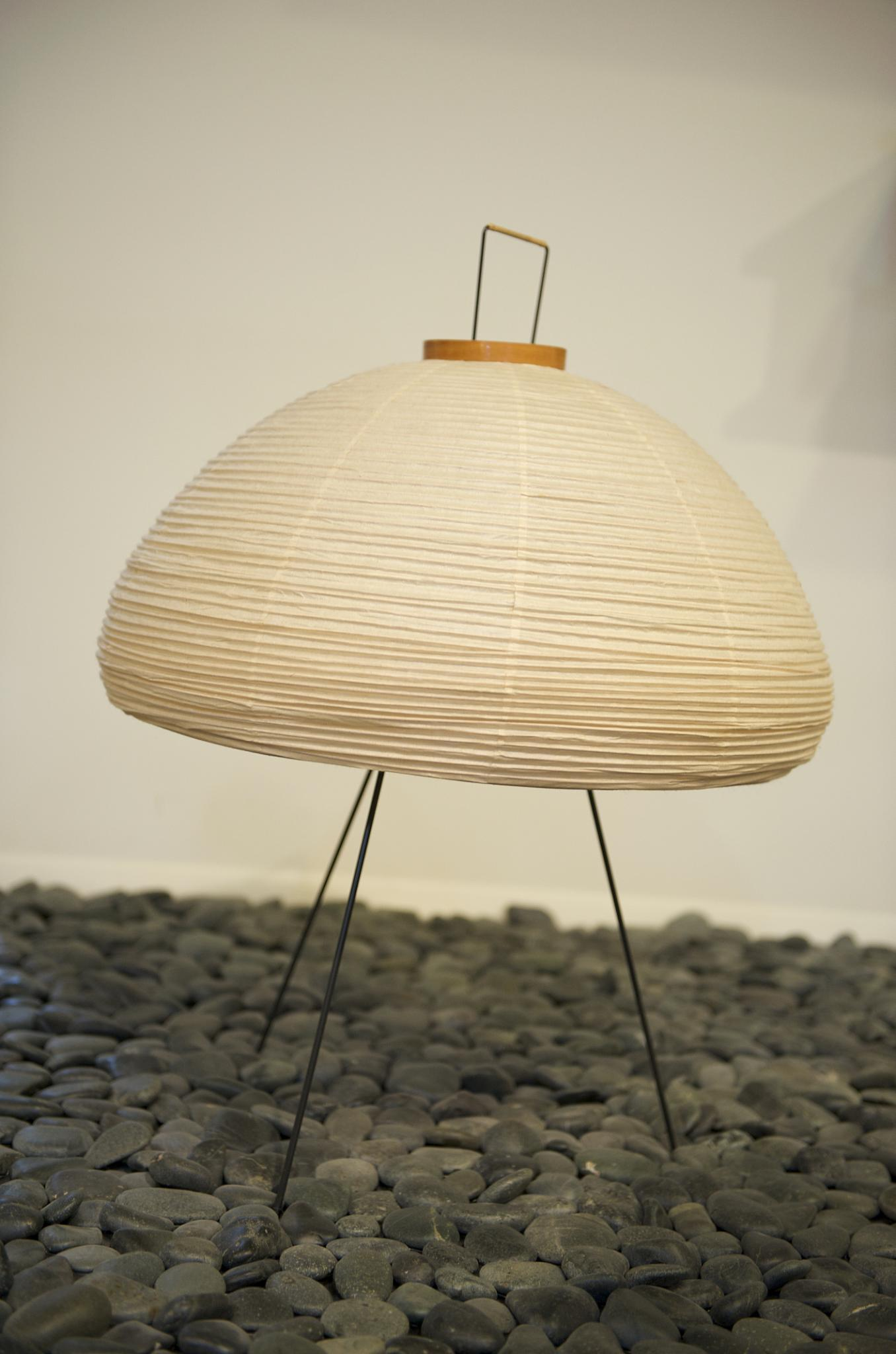
Lampe Akari, Musée des Arts décoratifs, Paris, France

### Essais et biographies
- (en-US) Tobi Tobias, Isamu Noguchi : The Life of a Sculptor, New York, Thomas Y. Crowell, coll. « Crowell biographies », 1974, 42 p. (ISBN 9780690450149, OCLC 609191, lire en ligne)
- (en-US) Dore Ashton, Noguchi East and West, Berkeley, Californie, University of California Press, 1993, 331 p. (ISBN 9780520083400, OCLC 26854680, lire en ligne),,
- (en-US) Bruce Altshuler, Isamu Noguchi, New York, Abbeville Press, coll. « Modern masters series » (no 16), 1994, 127 p. (ISBN 9781558597549, OCLC 28963539, lire en ligne)
- (en-US) Louise Allison Cort et Bert Winther-Tamaki, Isamu Noguchi and Modern Japanese Ceramics : A Close Embrace of the Earth, Berkeley, Californie, University of California Press, 2003, 219 p. (ISBN 9780520239234, OCLC 314390085)
- (en-US) Valerie J. Fletcher, Isamu Noguchi : Master Sculptor, Washington, DC,, Scala Publishers, 2004, 236 p. (ISBN 9781857593426, OCLC 488599253, lire en ligne),
- (en-US) Masayo Duus, The Life of Isamu Noguchi : Journey without Borders, Princeton, New Jersey, Princeton University Press, 2004, 439 p. (ISBN 9780691120966, OCLC 54693020, lire en ligne),
- (en-US) Caroline Tiger, Isamu Noguchi, New York, Chelsea House, coll. « Asian Americans of achievement », 2007, 112 p. (ISBN 9780791092767, OCLC 70883196, lire en ligne),
- (en-US) Amy Lyford, Isamu Noguchi’s Modernism : Negotiating Race, Labor, and Nation, 1930–1950, Berkeley, Californie, University of California Press,, 2013, 273 p. (ISBN 9780520253148, OCLC 818734493),
- (en-US) Hayden Herrera, Listening to Stone : The Art and Life of Isamu Noguchi, New York, Farrar, Straus and Giroux, 2015, 575 p. (ISBN 9780374281168, OCLC 879582754, lire en ligne)

### Articles
- (en-US) Yoshinobu Hakutani, « Father and Son: A Conversation with Isamu Noguchi », Journal of Modern Literature, vol. 17, no 1,‎ été 1990, p. 12-33 (22 pages) (lire en ligne ),
- (en-US) Bert Winther, « The Rejection of Isamu Noguchi's Hiroshima Cenotaph: A Japanese American Artist in Occupied Japan », Art Journal, vol. 53, no 4,‎ hiver 1994, p. 23-27 (5 pages) (lire en ligne ),
- (en-US) Robert J. Maeda, « Isamu Noguchi and the Peking Drawing of 1930 », American Art, vol. 13, no 1,‎ printemps 1999, p. 84-93 (10 pages) (lire en ligne ),
- (en-US) Okazaki Kenjirō, « A Place to Bury Names, or Resurrection (Circulation and Continuity of Energy) as a Dissolution of Identity: Isamu Noguchi's "Memorial to the Dead of Hiroshima" and Shirai Sei'ichi's "Temple Atomic Catastrophes" », Review of Japanese Culture and Society, vol. 26,‎ décembre 2014, p. 304-317 (14 pages) (lire en ligne ),